# Cytaea severa
Cytaea severa là một loài nhện trong họ Salticidae.
Loài này thuộc chi Cytaea. Cytaea severa được Tord Tamerlan Teodor Thorell miêu tả năm 1881.